# Run–D.M.C. (musikalbum)
Run-D.M.C. är den inflytelserika hiphopgruppen Run DMC:s debutalbum. Albumet gavs ut 1984 och var banbrytande för sin tid med sin hårdare, aggressivare typ av hiphop. Albumets kraftiga elektroniska trumsamplingar och energiska rim var i skarp kontrast med det lätta, funkiga ljudet som då var populärt inom hiphopen.
Albumet har fått flera stora utmärkelser, bland annat blev det 1998 utvalt som ett av de 100 bästa hiphopalbumen av tidskriften The Source. Det kom på 51:a plats på Rolling Stones lista över de 100 bästa albumen under 1980-talet.
Albumet blev återutgivet som en "Deluxe Edition" 2005 med fyra bonusspår.

## Låtlista
1. "Hard Times" - 3:53
2. "Rock Box" - 5:28
3. "Jam-Master Jay" - 3:21
4. "Hollis Crew (Krush-Groove 2)" - 3:12
5. "Sucker M.C.'s (Krush-Groove 1)" - 3:15
6. "It's Like That" - 4:45
7. "Wake Up" - 5:30
8. "30 Days" - 5:45
9. "Jay's Game" - 4:17
Bonusspår på Deluxe Edition
10. "Rock Box (B-Boy Mix)" - 5:52
11. "Here We Go" - 4:06 (live)
12. "Sucker M.C.'s" - 3:25 (live)
13. "Russell & Larry Running at the Mouth" - 4:37